# خوليو إريسيبار
خوليو إريسيبار (بالإسبانية: Julio Iricibar)‏ (16 يونيو 1993 ببلد الوليد في إسبانيا - ) هو لاعب كرة قدم إسباني في مركز حراسة المرمى. لعب مع ريال بلد الوليد ب وريال بلد الوليد.

## روابط خارجية
- خوليو إريسيبار على موقع قاعدة بيانات كرة القدم.إي يو (الإنجليزية)
- خوليو إريسيبار على موقع Soccerway.com (الإنجليزية)
- خوليو إريسيبار على موقع AS.com (الإسبانية)